# 莱茵河畔魏尔
莱茵河畔魏尔（德語：Weil am Rhein，發音：[ˈvaɪl ʔam ˈʁaɪn]）是德国巴登-符腾堡州弗赖堡行政区勒拉赫县的城市，位于瑞、法、德三国交界处，面积19.46平方千米，2023年12月31日人口为31,065人。

## 友好城市
- 法國 于南格